# 옥포동
옥포동(玉浦洞)은 경상남도 거제시의 법정동이자 행정동의 통칭으로, 2개의 행정동(옥포1동·2동)이 설치되어 있다.
한화오션의 배후도시로 상업, 업무, 유통, 위락시설 밀집 지역이며, 2천명이 넘는 외국인이 거주하고 있어서 외국인과 함께하는 다문화 공동체 중심 지역이다.

## 역사
1592년 6월 16일 이순신 장군이 조선 수군을 이끌고 조선 수군이 최초로 승리를 거둔 옥포해전의 배경 지역인 옥포가 있는 지역이다. 1769년 영조 45년 방리개편으로 '옥포'와 '조라'의 두방이었는데, 1899년 고종 26년 '옥포', '조라', '국산'의 3리가 되었다.
일제강점기 1915년 6월 1일 옥포리로 통합 법정리가 되었고, 1942년 5월 1일 부락(마을)구제로 팔랑포가 구분되어 사용되어 왔다.
1989년 1월 1일 장승포시가 출범하면서 옥포마을을 관할하는 옥포1동과 조라, 국산, 팔랑포와 덕포를 관할하는 옥포2동이 설치되었다.

## 법정동
- 옥포동
- 덕포동

## 관광
- 옥포성
- 옥포 항
- 옥포대첩기념공원

## 아파트
| 단지명            | 건설사     | 시행사                                | 주소                                | 입주       | 비고 |
| ----------------- | ---------- | ------------------------------------- | ----------------------------------- | ---------- | ---- |
| 덕산타운 옥포 5차 | 덕산건설㈜ | 덕산건설㈜                            | 옥포로 315                          | 1996년 7월 |      |
| 옥포 e편한세상    | 삼호㈜     | 옥포주공아파트 주택재건축정비사업조합 | 성산로 33 (1단지) 성산로 42 (2단지) | 2016년 8월 |      |
| 옥포 영진자이온   | 영진건설㈜ | 영진산업개발㈜                        | 옥포대첩로 115                      | 2007년 6월 |      |

## 교육
- 진목초등학교
- 국산초등학교
  - 덕포분교
- 옥포초등학교
- 성지중학교
- 옥포중학교